# Genaro Barragán Urrutia
Manuel Genaro de los Santos Barragán Urrutia bautizado el 14 de noviembre de 1847 en Ferreñafe. Falleció también en Ferreñafe, el 18 de agosto de 1916. Fue un hacendado considerado uno de los hombres más afortunados del Perú a finales del siglo XIX.

## Biografía
Fue hijo de José María Barragán Agüero, en el final de su vida, dueño de la Hacienda Luya. Genaro Barragán Urrutia contrajo matrimonio con Antonia Rodríguez Regalado, y con ella tuvo cinco hijos. Rosa Eva Barragán Rodríguez (1892-1959), una de sus hijas, contrajo matrimonio con el piurano Luis Antonio Eguiguren Escudero, El matrimonio fue celebrado por el entonces Arzobispo de Lima, Monseñor Emilio Lissón en la capilla del Palais Concert o Casa Barragan. Entre los testigos de la boda estuvieron don Augusto Pérez Araníbar y don Pedro Oliveira quien en 1897, fue uno de los fundadores del Banco Internacional del Perú.
Genaro Barragán Urrutia contribuyó con las primeras tecnologías en la agricultura peruana, construyendo el primer molino de arroz en el departamento de Lambayeque, empleando la fuerza hidráulica. La obra hidráulica de don Genaro: "Tres Tomas" ha dado su nombre popular al distrito de Manuel Antonio Mesones Muro en la provincia de Ferreñafe (distrito que además tuvo como primer alcalde en su historia a su nieto Genaro Barragán Muro).
Genaro Barragán también es recordado por haber dispuesto edificar el Palais Concert o Casa Barragán, uno de los edificios más bellos y lujosos de la ciudad de Lima. Se encargó el proyecto a la compañía del renombrado arquitecto francés Gustave Eiffel. Su construcción se realizó por la empresa de Guido y Raimundo Masperi, italianos llegados al Perú a fines del siglo XIX y que se caracterizaron por la construcción de “modernos” edificios al estilo europeo en Lima. Fueron los arquitectos de moda a inicios del siglo XX. Este edificio sería conocido por la frase célebre del escritor Abraham Valdelomar, “El Perú es Lima, Lima es el Jirón de la Unión, el Jirón de la Unión es el Palais Concert y el Palais Concert, soy yo”.
Ha sido inmortalizado en la famosa marinera norteña “300 libras de oro”.
Quien quedó a cargo de la Hacienda Luya en Ferreñafe, fue Genaro Barragán Rodríguez, habiendo fallecido su padre don Genaro Barragán Urrutia (falleció en Ferreñafe). Barragán Rodríguez caso con la señora Rosa Muro Guevara (perteneciente a la familia ferreñafana hacendada Muro); prima hermana de Manuel Antonio Mesones Muro, prima de Alfredo Solf y Muro, y sobrina de Baltasar García Urrutia. La casa donde vivió don Genaro Barragán Rodríguez junto a doña Rosa Muro Guevara de Barragán se conoce actualmente como "La Casona del muelle"; aún está en Pimentel, cerca de la antigua estación del ferrocarril. Genaro Barragán Rodríguez también fue propietario del ferrocarril al puerto Eten. Entre los hijos del matrimonio Barragán-Muro se encuentra Genaro Barragán Muro, quien fuera diputado por el departamento de Lambayeque durante el gobierno de Manuel Prado Ugarteche.